# Episodi di Progetto Lazarus (prima stagione)
La prima stagione della serie televisiva Progetto Lazarus (The Lazarus Project), composta da 8 episodi, è stata trasmessa in prima visione assoluta nel Regno Unito su Sky Max il 16 giugno 2022.
In Italia la stagione è stata trasmessa su Sky Atlantic, canale a pagamento della piattaforma satellitare Sky, dal 12 agosto. al 2 settembre 2022.
| nº | Titolo originale | Titolo italiano | Prima TV UK    | Prima TV Italia  |
| -- | ---------------- | --------------- | -------------- | ---------------- |
| 1  | Episode 1        | Episodio 1      | 16 giugno 2022 | 12 agosto 2022   |
| 2  | Episode 2        | Episodio 2      | 16 giugno 2022 | 12 agosto 2022   |
| 3  | Episode 3        | Episodio 3      | 16 giugno 2022 | 19 agosto 2022   |
| 4  | Episode 4        | Episodio 4      | 16 giugno 2022 | 19 agosto 2022   |
| 5  | Episode 5        | Episodio 5      | 16 giugno 2022 | 26 agosto 2022   |
| 6  | Episode 6        | Episodio 6      | 16 giugno 2022 | 26 agosto 2022   |
| 7  | Episode 7        | Episodio 7      | 16 giugno 2022 | 2 settembre 2022 |
| 8  | Episode 8        | Episodio 8      | 16 giugno 2022 | 2 settembre 2022 |

## Episodio 1
- Titolo originale: Episode 1
- Diretto da: Marco Kreuzpaintner
- Scritto da: Joe Barton

### Trama
- Guest star: Salóme R. Gunnarsdóttir (Greta), Lorn MacDonald (Blake), Lukas Loughran (il danese), Tommy Letts (Ryan), Chris Fulton (Karl), Enyi Okoronkwo (Laurence), James Thorne (direttore della banca)

## Episodio 2
- Titolo originale: Episode 2
- Diretto da: Marco Kreuzpaintner
- Scritto da: Joe Barton

### Trama
- Guest star: Salóme R. Gunnarsdóttir (Greta), Lorn MacDonald (Blake), Lukas Loughran (il danese), Chris Fulton (Karl), Enyi Okoronkwo (Laurence), Sarah Edwardson (medico di Sarah), Peter Silverleaf (generale Kasan), Gavi Singh Chera (Arun), Madeleine Walker (Hayley), Bally Gill (Jim), Daniel Junas (Puhvel)

## Episodio 3
- Titolo originale: Episode 3
- Diretto da: Marco Kreuzpaintner
- Scritto da: Joe Barton

### Trama
- Guest star: Salóme R. Gunnarsdóttir (Greta), Lorn MacDonald (Blake), Lukas Loughran (il danese), Tommy Letts (Ryan), Enyi Okoronkwo (Laurence), Jasmine Hyde (dott.ssa Roberts), Stefan Adegbola (dott. Oyelowo), Marilyn Nnadebe (Becky)

## Episodio 4
- Titolo originale: Episode 4
- Diretto da: Marco Kreuzpaintner
- Scritto da: Joe Barton

### Trama
- Guest star: Salóme R. Gunnarsdóttir (Greta), Lukas Loughran (il danese), Tommy Letts (Ryan), Felix Hayes (Rhys), Michael Matus (Ian), Nav Sidhu (Suresh), Omar Khan (Hari), Komal Amin (Divya), Yaamin Chowdhury (Dinesh), Shobhit Piasa (Shiv da adoloscente), Kush Mukerji (Shiv da ragazzo), Arvin Dollapaj (Shiv da bambino)

## Episodio 5
- Titolo originale: Episode 5
- Diretto da: Laura Scrivano
- Scritto da: Joe Barton

### Trama
- Guest star: Salóme R. Gunnarsdóttir (Greta), Lorn MacDonald (Blake), Lukas Loughran (il danese), Tommy Letts (Ryan), Felix Hayes (Rhys), Gary Grant (Cunningham), Charles Aitken (Rogers), Lia Williams (Belov), Anoushka Chadha (Archie da adolescente), Calin Bleau (poliziotto), Aroop Shergill (Archie da ragazzo), Lucia Young (cliente del bar), Vlad Troncea (poliziotto), Alex Mihulin (poliziotto)

## Episodio 6
- Titolo originale: Episode 6
- Diretto da: Laura Scrivano
- Scritto da: Joe Barton

### Trama
- Guest star: Salóme R. Gunnarsdóttir (Greta), Lorn MacDonald (Blake), Lukas Loughran (il danese), Martin Razpopov (uomo mascherato), Lia Williams (Belov), Thomas Flynn (Holmes), Taz Skylar (Walt), Tomi May (Yuri), Olivia Nita (Nina), Nikolaos Brahimllari (custode), Adrian Fekete (uomo mascherato), Faton Gerbeshi (Vlas)

## Episodio 7
- Titolo originale: Episode 7
- Diretto da: Akaash Meeda
- Scritto da: Joe Barton

### Trama
- Guest star: Salóme R. Gunnarsdóttir (Greta), Lorn MacDonald (Blake), Chris Fulton (Karl), Bradley John (Reggie), Michael Matus (Ian), Martin Razpopov (uomo mascherato), Adam Best (DS Cooper), Kate Alderton (Kerrie), Alexander Devrient (Marco), Nina Singh (Tash)

## Episodio 8
- Titolo originale: Episode 8
- Diretto da: Akaash Meeda
- Scritto da: Joe Barton

### Trama
- Guest star: Salóme R. Gunnarsdóttir (Greta), Lorn MacDonald (Blake), Lukas Loughran (il danese), Sarah Edwardson (medico di Sarah), Bradley John (Reggie), Elaine Tan (Zhang Rhui), Jane Bertish (Vera), Ning Lu (Mei)